# Staurochilus luchuensis
Staurochilus luchuensis är en orkidéart som först beskrevs av Robert Allen Rolfe, och fick sitt nu gällande namn av Noriaki Fukuyama. Staurochilus luchuensis ingår i släktet Staurochilus och familjen orkidéer. Inga underarter finns listade i Catalogue of Life.

## Bildgalleri

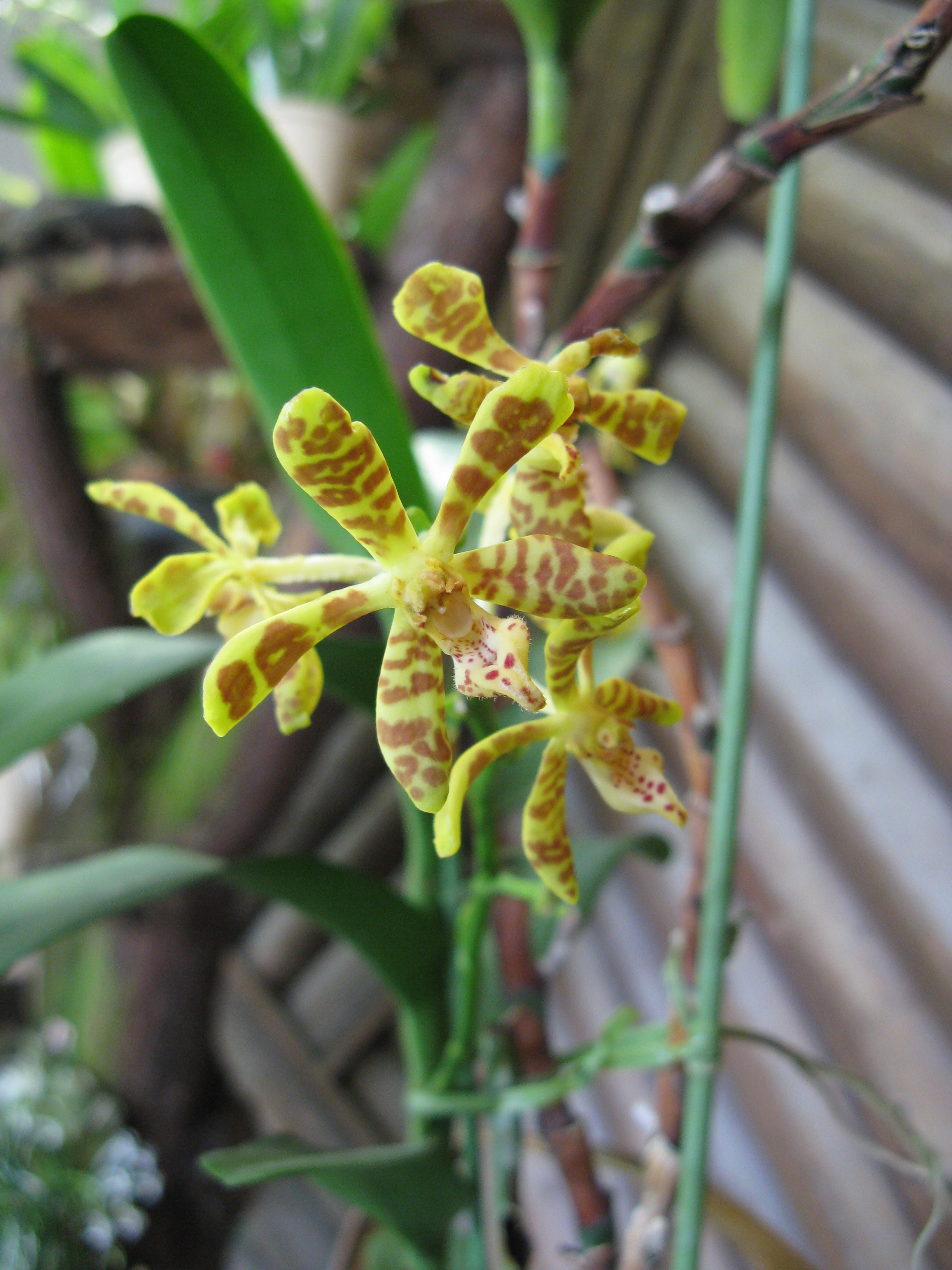